# Румыния на зимних Паралимпийских играх 2018
Румыния на зимних Паралимпийских играх 2018 года в Пхёнчхане была представлена одним спортсменом (Михайта Папара) в соревнованиях по сноуборду

## Результаты соревнований

### Сноуборд

#### Мужчины
| Соревнование   | Спортстмен     | Квалификация | Квалификация | 1/8 финала | 1/8 финала | Четвертьфинал        | Четвертьфинал        | Полуфинал            | Полуфинал            | Финал                | Итоговое место |
| Соревнование   | Спортстмен     | Результат    | Место        | Заезд      | Место      | Заезд                | Место                | Заезд                | Место                | Финал                | Итоговое место |
| -------------- | -------------- | ------------ | ------------ | ---------- | ---------- | -------------------- | -------------------- | -------------------- | -------------------- | -------------------- | -------------- |
| Сноуборд-кросс | Михайта Папара | 1:20.35      | 11           | 6          | 2          | завершил выступление | завершил выступление | завершил выступление | завершил выступление | завершил выступление | 11             |

| Соревнование | Спортсмен      | 1 попытка | 2 попытка | 3 попытка | Место |
| ------------ | -------------- | --------- | --------- | --------- | ----- |
| Слалом       | Михайта Папара | 1:3ё.41   | 1:10.85   | 1:12.18   | 11    |